# Let Somebody Go
«Let Somebody Go» — песня британской рок-группы Coldplay и американской певицы Селены Гомес, записанная для девятого студийного альбома группы Music of the Spheres. Песня была спродюсирована Максом Мартином, Оскаром Холтером, Риком Симпсоном, Дэниелом Грином и Биллом Рако, а также сопродюсером Метро Бумином. Песня была выпущена для цифровой загрузки и потоковой передачи через лейбл Parlophone в качестве третьего сингла с Music of the Spheres 7 февраля 2022 года.

## Написание и производство
Креативный директор Фил Харви заявил, что и он, и Мартин были поклонниками Гомес, отметив, что у неё «уникальный, вызывающий воспоминания и загадочный» тон. Сначала он пытался убедить группу включить эту песню в их восьмой альбом Everyday Life (2019). Между тем, Мартин отметил, что «она ангел», и её голос звучит так, как он "назвал бы "сумкой Рианны «, то есть голосами, которые являются даром человечеству». Басист Гай Берримен объяснил сотрудничество:

«Это просто очень красивая баллада. И довольно рано мы поняли, что для вокала нужен женский аналог». Он добавил: «И мы были очень благодарны за то, что, когда мы попросили Селену спеть для нее, ей понравилась песня, и она была счастлива сделать это. В целом сотрудничество — это то, чем мы занимались в последнее время. Раньше мы никогда этого не делали. Это было раньше. Когда мы были моложе, мы как бы запирались в комнате и чувствовали, что должны сами все доказывать. Но я думаю, что со временем нам стало интереснее работать с другими людьми из разных уголков мира. мир, разные жанры. Это просто добавляет красок и характера музыке».
Они вместе закончили трек в апреле 2021 года. Мартин упомянул свою дочь Эппл в написании, сказав, что она «дала мне этот удивительный аккорд, о котором я никогда не думал. Так что она там».

## Клип
15 октября 2021 года было выпущено лирическое видео на космическую тематику с анимированными написанными от руки текстами. Видео было снято Пилар Зетой и Виктором Скоррано и изображает Калипсо, одно из небесных тел в вымышленной солнечной системе Сферы. Музыкальное видео режиссёра Дэйва Майерса было анонсировано 3 февраля 2022 года и выпущено 7 февраля 2022 года. Музыкальное видео было снято в октябре 2021 года.

## Живые выступления
«Let Somebody Go» впервые была исполнена вживую на The Late Late Show с Джеймсом Корденом группой Coldplay и Селеной Гомес в эпизоде шоу от 18 октября 2021 года. 2 февраля 2022 года Крис Мартин исполнил сольную версию песни на шоу Эллен ДеДженерес.

## Оценка
«Let Somebody Go» получил положительные отзывы большинства критиков, которые сочли его ярким событием для альбома. Джон Долан из Rolling Stone назвал это «мягким исследованием торжественности после разрыва, в котором больше тепла и изящества, чем в раздавленных валентинках большинства артистов». Трек также был назван одной из лучших песен года Aftonbladet, назвав его «вкусной музыкой только с одним сигналом: привычкой Криса Мартина писать воющие и самонадеянные знаки арены», и Cosmopolitan, который назвал сотрудничество «неожиданно потрясающим».

## Участники записи

### Coldplay
- Гай Берримен — бас
- Джонни Баклэнд — гитара
- Уилл Чемпион — ударные
- Крис Мартин — вокал, клавишные, акустическая гитара

### Дополнительные музыканты
- Селена Гомес — вокал

### Технический персонал
- Макс Мартин — программирование, производство, вокал
- Оскар Холтер — программирование, производство
- Рик Симпсон — дополнительное производство
- Джон Хопкинс — постановка
- Дэниел Грин — постановка
- Билл Рако — постановка

## Чарты

### Еженедельный чарт «Let Somebody Go»
{{single 
chart|Canada|45|artist=Coldplay|rowheader=true|access-date=2021-10-26}}

| Chart (2021—2022)                            | Peak position |
| -------------------------------------------- | ------------- |
| Australia (ARIA)                             | 66            |
| Австрия (Ö3 Austria Top 40)                  | 69            |
| Чехия (Singles Digitál Top 100)              | 78            |
| Франция (SNEP)                               | 115           |
| Германия (GfK)                               | 74            |
| Мир (Billboard Global 200)                   | 32            |
| Венгрия (Single Top 40)                      | 34            |
| Ирландия (IRMA)                              | 25            |
| Lithuania (AGATA)                            | 40            |
| Mexico Airplay (Billboard)                   | 42            |
| Mexico Ingles Airplay (Billboard)            | 8             |
| Нидерланды (Single Top 100)                  | 53            |
| New Zealand Hot Singles (RMNZ)               | 4             |
| Норвегия (VG-lista)                          | 19            |
| Польша (Polish Airplay Top 100)              | 19            |
| Португалия (AFP)                             | 44            |
| Словакия (Rádio — Top 100)                   | 99            |
| Slovakia (Singles Digitál Top 100)           | 53            |
| South Africa (RISA)                          | 70            |
| Испания (PROMUSICAE)                         | 98            |
| Швеция (Sverigetopplistan)                   | 28            |
| Швейцария (Schweizer Hitparade)              | 27            |
| Великобритания (OCC UK Singles)              | 24            |
| США (Billboard Hot 100)                      | 91            |
| США (Billboard Adult Pop Airplay)            | 24            |
| США (Billboard Hot Rock & Alternative Songs) | 9             |

## Сертификат
| Регион                                                                      | Сертификация | Продажи |
| --------------------------------------------------------------------------- | ------------ | ------- |
| Бразилия (ABPD)                                                             | Платиновый   | 40 000  |
| Данные о продажах + прослушиваниях приведены только на основе сертификации. |              |         |